# La casa de Nell Gywnne (Clifton)
La Nell Gywnne's House o casa Nell Gywnne, es una antigua casa señorial situada en el área de Clifton, en York (Inglaterra).

## Historia
Originariamente se trataba de dos viviendas de dos plantas, construidas en madera a finales del siglo XVI. 
En el siglo XVII, posiblemente después de haber sido dañadas durante el asedio de York de 1644, 
se reedificaron en ladrillo, construyendo por encima del entramado de madera, en un estilo manierista artesanal.
En el siglo XIX, el edificio albergaba a familias de la clase trabajadora en habitaciones que habían sido subdivididas. A principios del siglo XX, la parte oriental del edificio fue estanco y barbería. En la década de 1930, el edificio se unificó en una sola casa y la cubierta se reemplazó por completo.
La casa fue incluida en la lista del Patrimonio Nacional de Inglaterra como edificio de grado II* (particularmente importante o de especial interés) en 1954.
En 1962, fue objeto de una restauración parcial, que incluyó la reconstrucción de la fachada sudeste y la apertura de ventanas y una puerta en la fachada trasera. También se produjeron algunas ampliaciones de la casa a lo largo de esa década y de la década de los 70, como la creación de nuevas habitaciones en la zona trasera y una cochera junto a una de las fachadas laterales.
Tras haber pasado por diversos propietarios, incluida la «York Civic Trust», asociación que vela por la protección del legado arqueológico de York, que la compró en 1985,  la casa se puso a la venta por última vez en 2020 por un precio de 1 295 000  £.

## Descripción
A pesar de las numerosas intervenciones de restauración, de las modificaciones y de las ampliaciones, el edificio, tanto externa como interiormente todavía mantiene numerosos elementos de su periodo de construcción que hacen que mantenga su carácter original.
El edificio tiene dos plantas de altura y ático. La fachada principal, en ladrillo con resaltados en hiladas alternas, presenta dos gabletes flamencos con sendas ventanas y, por debajo, dos grupos de ventanas mirador protegidas por un alero de teja plana; y a la izquierda uno más pequeño sobre el porche, con una ventana rectangular y una puerta de acceso a la vivienda. Las planta baja y la primera están separadas por una línea de imposta de piedra. 
Dentro del edificio, la mayoría de las vigas son del siglo XVI. La chimenea  está en el centro del edificio; y tiene chimeneas del siglo siglo XVII. La puerta de entrada también es del siglo XVII.